# Kfar Chabad
Kfar Chabad (hebrejsky כְּפַר חַבָּ"ד, v oficiálním přepisu do angličtiny Kefar Habad, přepisováno též Kfar Habad) je obec v Izraeli, v Centrálním distriktu, v Oblastní radě Emek Lod.

## Geografie
Leží v nadmořské výšce 40 metrů v hustě osídlené a zemědělsky intenzivně využívané pobřežní nížině. Východně od obce protéká Nachal Ajalon.
Nachází se 11 kilometrů od břehu Středozemního moře, cca 11 kilometrů jihovýchodně od centra Tel Avivu, cca 43 kilometrů severozápadně od historického jádra Jeruzalému a 6 kilometrů severozápadně od města Lod. Leží v silně urbanizovaném území, na jihovýchodním okraji aglomerace Tel Avivu. 3 kilometry severovýchodním směrem od mošavu se rozkládá Ben Gurionovo mezinárodní letiště. Kfar Chabad obývají Židé, přičemž osídlení v tomto regionu je etnicky převážně židovské. Pouze ve městech Lod a Ramla ležících jihovýchodně odtud je cca dvacetiprocentní menšina Arabů.
Kfar Chabad je na dopravní síť napojen pomocí místních silnice číslo 4402. Ta jihozápadně od obce ústí do dálnice číslo 44. Severně od obce pak probíhá dálnice číslo 1 z Tel Avivu do Jeruzalému. Paralelně s ní vede rovněž železniční trať pro směry do Jeruzaléma i na jih státu. Stojí tu železniční stanice Kfar Chabad.

## Dějiny
Kfar Chabad byl založen v roce 1949. Jejími zakladateli byla skupina Židů napojených na proud lubavičských chasidů z Ruska. Usadili se ve vysídlené arabské vesnici al-Safirija, která tu do roku 1948 stála. Nejprve se nová židovská osada nazývala Safrir (שפריר). Pak získala nynější jméno.
Vesnice al-Safirija měla starší sídelní tradici. Byzantské prameny ji nazývaly Sapharea, křižáci Saphyria. Stávala v ní chlapecká základní škola založená roku 1920 a dívčí škola z roku 1945. Roku 1931 měla al-Safirija 2040 obyvatel a 489 domů. Počátkem války za nezávislost byla tato oblast v květnu 1948 ovládnuta židovskými silami a arabské osídlení zde skončilo. Zástavba vesnice pak byla zbořena s výjimkou objektů dvou škol a několika domů, které jsou zčásti využívány pro obytné účely.
Původně byl Kfar Chabad zakládán jako zemědělské sídlo vesnického typu, které ale zároveň sloužilo jako centrum chasidského vzdělávání. Postupně se rozrůstalo a nabývalo spíše městský charakter. Zemědělství již v současnosti není významné pro místní ekonomiku. Většina obyvatel pracuje v jiných oborech, zčásti za prací dojíždějí mimo obec. Správní území obce měří 2500 dunamů (2,5 kilometru čtverečního).

## Demografie
Podle údajů z roku 2009 tvořili naprostou většinu obyvatel v Kfar Chabad Židé - cca 4900 osob (včetně statistické kategorie "ostatní", která zahrnuje nearabské obyvatele židovského původu ale bez formální příslušnosti k židovskému náboženství, cca 4900 osob).
Jde o středně velkou obec městského typu s dlouhodobě výrazně rostoucí populací. K 31. prosinci 2017 zde žilo 6200 lidí.
| Rok            | 1961 | 1972  | 1983  | 1995  | 2001  | 2003  | 2004  | 2005  | 2006  | 2007  | 2008  | 2009  | 2010  | 2011  | 2012  | 2013  | 2014  | 2015  | 2016  | 2017  |
| -------------- | ---- | ----- | ----- | ----- | ----- | ----- | ----- | ----- | ----- | ----- | ----- | ----- | ----- | ----- | ----- | ----- | ----- | ----- | ----- | ----- |
| Počet obyvatel | 877  | 2 142 | 2 709 | 3 452 | 4 140 | 4 406 | 4 538 | 4 678 | 4 863 | 5 119 | 5 352 | 4 869 | 5 100 | 5 200 | 5 300 | 5 500 | 5 900 | 6 000 | 6 000 | 6 200 |

údaje od roku 2010 zaokrouhleny na stovky